# 大峰城
大峰城（おおみねじょう）は、長野県長野市にあった日本の城。

## 概要
武田氏の旭山城に対する向城として上杉氏が築いた城であり落合氏の家臣・大峰氏の城と言われているが、城の沿革などについては不明な点が多い。堀切などが残っている。川中島の戦いでは武田氏、上杉氏双方にとって重要な拠点であったため争奪戦が行われていた。川中島の戦い終結後は武田氏の城となった。
1959年9月、皇太子成婚を記念して、大峰山と地附山を一体化した公園を作る計画「大峰山自然公園案」が成立。さらに翌1960年6月、長野市は観光立市をめざし観光開発推進委員会を設置、策定された五ヵ年計画による観光開発案の1つとして大峰山と地附山一帯の開発案が出された。
当初は大峰山頂には仏舎利塔建設などの案が出ていたが、同月より開始された工事で石臼3個が発見された。調査の結果、郭や空濠など山城の遺構が確認されたため、山頂には城郭型の展望台を建設しようとする案が浮上した。その後設置された大峰山史跡調査委員会からは山頂の施設には、戦国時代ころのものを模した城型の展望台、山城当時の地形を生かして建築することが望ましい、という意見が出た。
1962年に長野市が観光促進のために4階建ての鉄筋コンクリート製の模擬天守を大峰山に建設。総工費は約5000万円。模擬天守は室町時代後期に建てられた丸岡城天守閣をモデルとして建設された。初年度の入場者は4万9000人であった。夜間は投光器によるライトアップで市街地からも見え、長野市のシンボルとなった。展望台として使用された後、1981年4月に長野市営の「大峰城チョウと自然の博物館」（おおみねじょうちょうとしぜんのはくぶつかん）となった。同博物館には国内外から約3000種もの蝶の標本が集められ、1階と2階の部分に博物館、3階に城の歴史紹介コーナー、4階に展望台が設置された。博物館になった初年度の入場者は4万人以上であったが次第に減少していき、遠足やハイキングの目的地として利用されるようになっていった。
1985年に地附山の地すべり災害により戸隠バードラインの一部が廃道となり、アクセスが悪くなったため来場者数が激減。それまでは年間数万人だったが災害により数千人規模に落ち込んだことと建物の老朽化に伴い2001年に博物館閉鎖を決定。標本の受け入れ先が見つからないまま、2007年12月に博物館は閉鎖となった。2024年現在、模擬天守は使われないままとなっているが、建物の解体費用が億単位に上るため解体できずにおり、老朽化により一部屋根が外れている。また博物館は国有林にあるため、長野市は休館後も国への借地料を毎年100万円以上支払っている。受け入れ先が見つからなかった標本は休館後の2012年1月より長野市青少年錬成センターで保管されている。
展望台を兼ねた模擬天守が閉鎖されており、山頂には草木が生い茂っているので、善光寺や長野市街方面の景観はほとんど無い。大峰城から1.3Kmほどの登山道を下山した麓には上杉謙信が川中島の戦いで物見をしたといわれる「謙信物見岩」があり、そこまで行けば景観が望める。（しかし麓の霊山寺から登ったほうが早い）

## 交通
- 雲上殿にある大峰山の登山道を登る
- JR・しなの鉄道・長野電鉄長野駅から車で約20分

＊かつては、長野駅からアルピコ交通（川中島バス）の71 バードライン戸隠線より最寄りバス停「新安」を下車することにより行けたが2016年に廃止された。

## ギャラリー

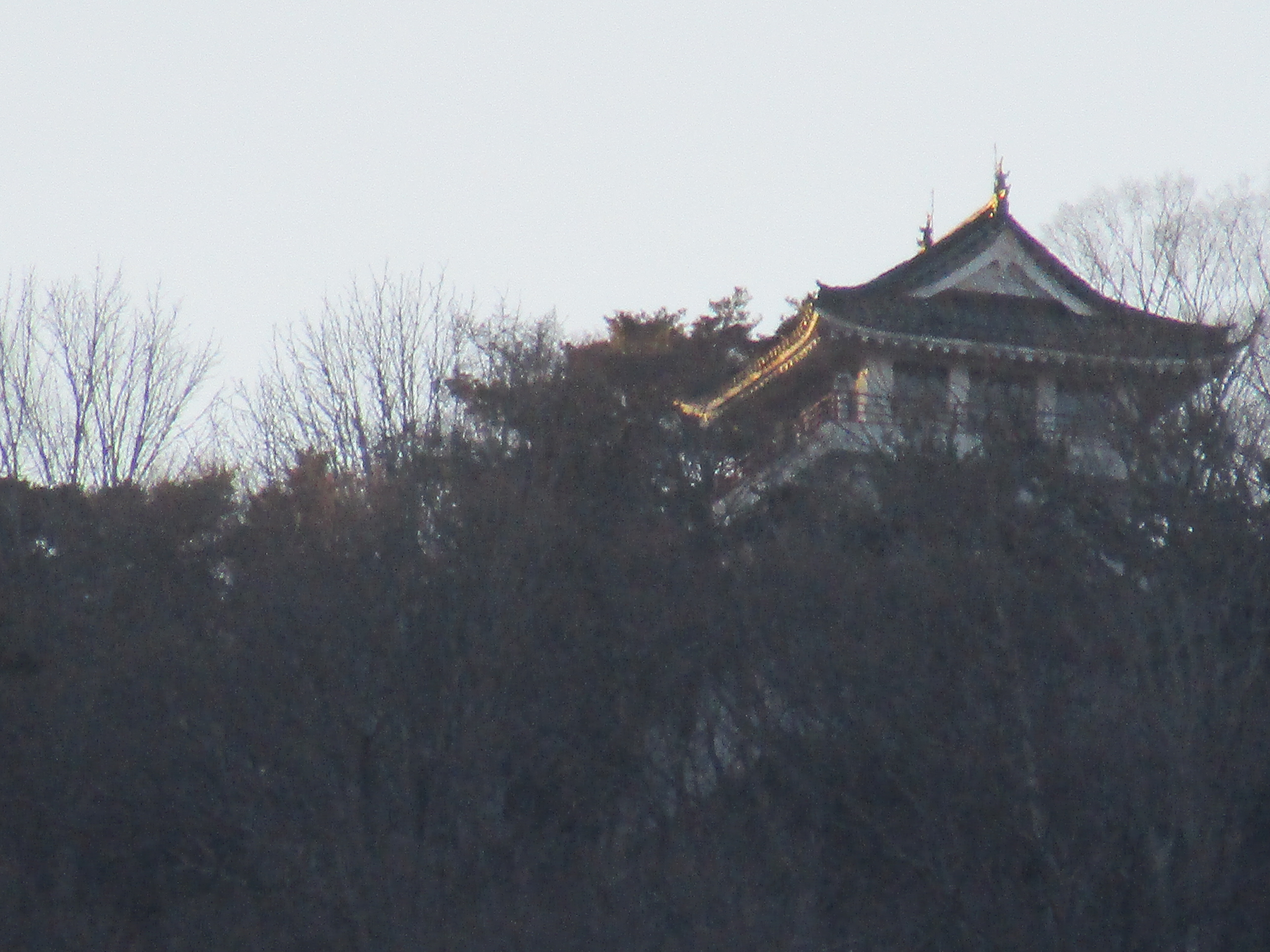
城山公園付近から眺める大峰城天守
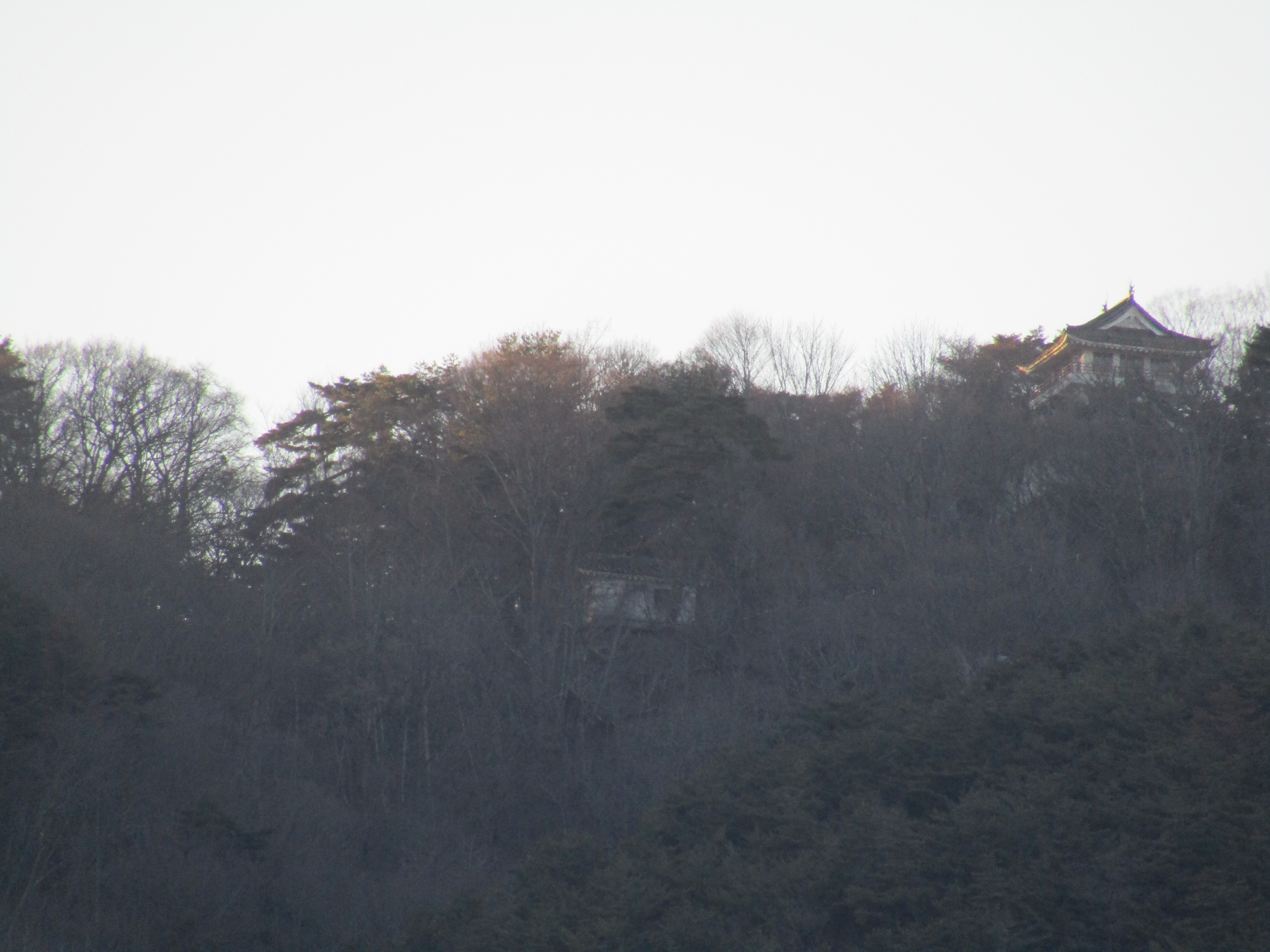
城山公園付近から眺める大峰城
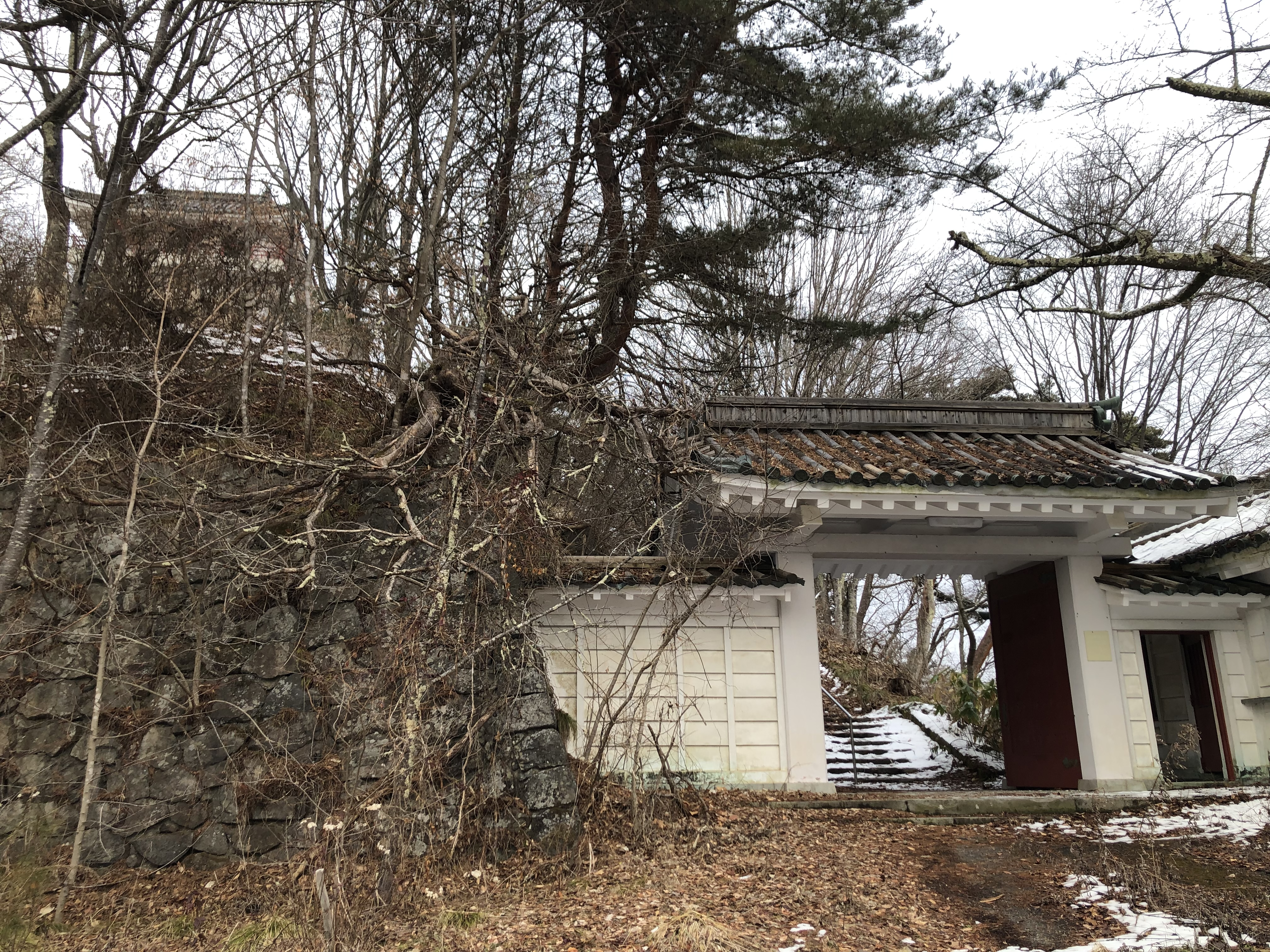
大峰城門